# Guerras de Appenzell
Las Guerras de Appenzell (en alemán: Appenzeller Kriege) fueron una serie de conflictos que duraron desde 1401 hasta 1429 en la región de  Appenzell en Suiza. Las guerras fueron un exitoso levantamiento de grupos cooperativos, como los agricultores de Appenzell o los artesanos de la ciudad de San Galo, contra la tradicional estructura de poder medieval representada por la  Casa de los Habsburgo y el Príncipe abad de la Abadía de San Galo

## Antecedentes

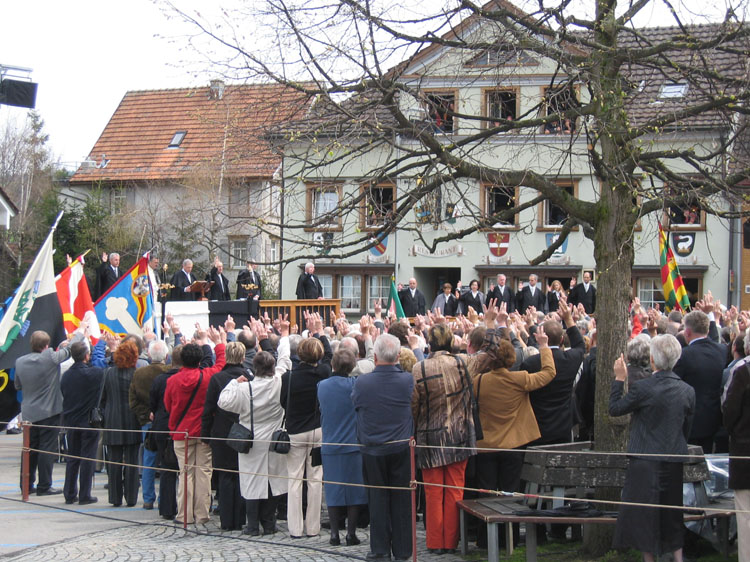
Un Landsgemeinde en Appenzell, 2005. La representación directa del Landsgemeinde entró en conflicto con el gobierno autocrático de la Abadía y los Habsburgo

Appenzell, el nombre en latín: abbatis cella,  que significa «célula (es decir, propiedad) del abad», había estado bajo el control personal del abad de San Gall. Mientras que el príncipe-Abbot nombraba agentes o alguaciles, las comunidades de Appenzell se regían por un consejo nombrado por la Landsgemeinde, en el que cada ciudadano podía votar. El éxito de la Confederación Helvética, con Landsgemeinden similares, contra los aristócratas Habsburgo animó a los ciudadanos de Appenzell a considerar la posibilidad de deshacerse de los agentes del abad. Hacia 1360, los conflictos por los derechos de pastoreo, los impuestos y los diezmos causaban preocupación a ambas partes. Tanto el abad como los granjeros de Appenzell querían proteger sus derechos e intereses uniéndose a la nueva Liga de Suabia. En 1377 se permitió que Appenzell se uniera a la Liga con el apoyo de las ciudades de  Constanza y San Galo (la ciudad de San Galo a menudo estaba en desacuerdo con la vecina abadía de San Galo). Con el apoyo de la Liga, Appenzell se negó a pagar muchos de los regalos y diezmos que el abad Kuno von Stoffeln exigía. En respuesta a la pérdida de ingresos de sus propiedades, Kuno se acercó a la Casa Austriaca de los  Habsburgo para pedir ayuda. En 1392 llegó a un acuerdo con los Habsburgo, que fue renovado en 1402. En respuesta, en 1401 Appenzell entró en una alianza con la ciudad de San Galo para proteger sus derechos y su libertad.

## El estallido de la guerra
Tras los crecientes conflictos entre los Appenzellers y los agentes del abad, incluido el alguacil de Appenzell que exigía que se desenterrara un cadáver porque quería la ropa del hombre, los Appenzellers planearon un levantamiento. Un día, en las tierras del abad, atacaron a los alguaciles y los expulsaron de la tierra. Tras infructuosas negociaciones, Appenzell y San Galo firmaron un tratado. El tratado entre San Gall y Appenzell marcó una ruptura entre el abad y sus propiedades. Tal vez temiendo a los Habsburgo, en 1402 la Liga expulsó a Appenzell. Durante el mismo año, San Galo llegó a un acuerdo con el abad y Appenzell ya no podía contar con el apoyo de San Galo. Appenzell se declaró dispuesto a enfrentarse al abad y en 1403 formó una alianza con el cantón de Schwyz, miembro de la Antigua Confederación Suiza que había derrotado a los austríacos en el siglo pasado. Glaris proporcionó menos apoyo, pero autorizó a cualquier ciudadano que deseara apoyar a Appenzell a hacerlo. En respuesta, la Liga levantó un ejército y marchó a San Galo antes de dirigirse a Appenzell. En mayo de 1403, las tropas del abad y de la Liga marcharon hacia Trogen. El 15 de mayo de 1403, entraron en el paso de Speicher y en las afueras de la aldea de Vögelinsegg se encontraron con el ejército de Appenzell. Una pequeña fuerza de unos 80 Appenzellers inició el ataque desde una colina sobre el valle, con unos 300 soldados de Schwyz y 200 de Glarus moviéndose por los flancos del ejército. Cuando la caballería de la Liga cargó contra la colina, se encontraron con 2000 apenzellers y se vieron obligados a retirarse. Durante la retirada, cerca de 600 jinetes y muchos de los 5000 soldados de infantería fueron asesinados por el ejército de Appenzell. La Liga firmó un tratado de paz con Appenzell en Arbon, pero la paz duró poco.

## La independencia de Appenzell

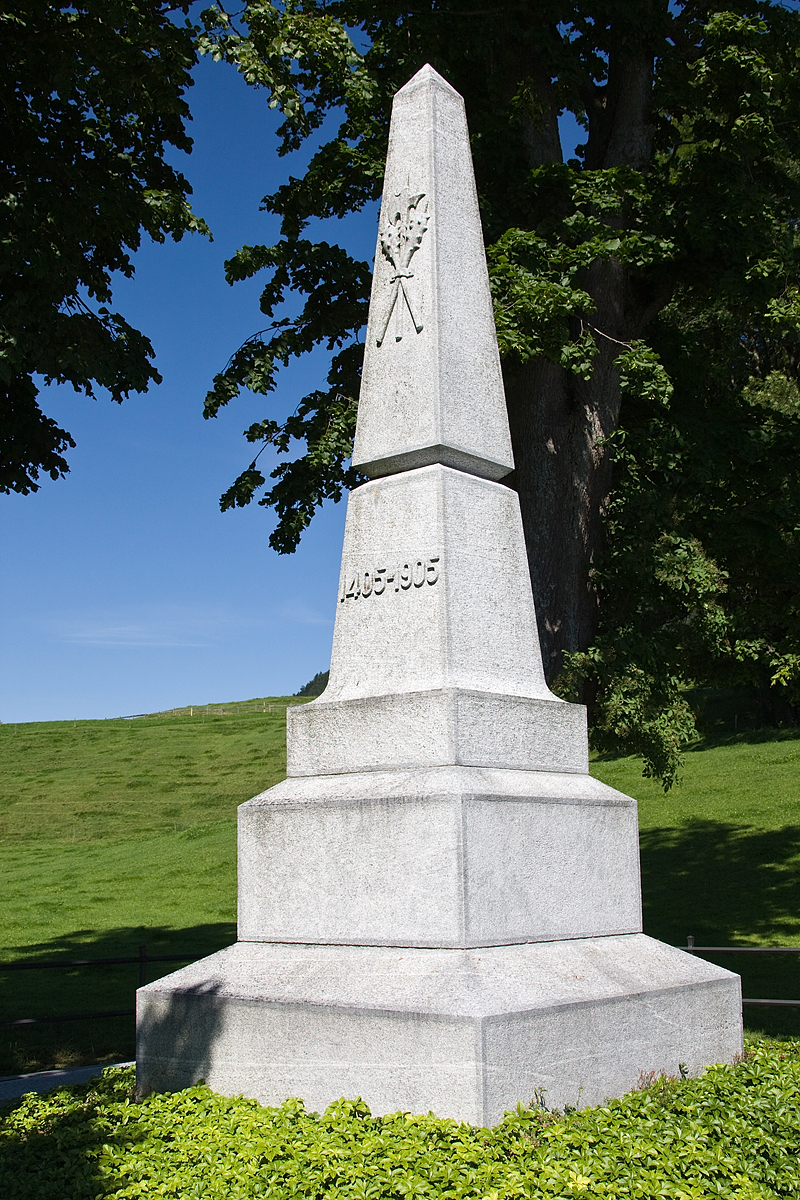
Monumento en el sitio de la Batalla del Paso de Stoss en 1405

Junto con la independencia, en el tratado de paz Appenzell obtuvo parte de las tierras del abad en el valle del Rin y alrededor del lago de Constanza, lo que enfureció al abad. Además, en los dos años siguientes, la ciudad de San Galo y Appenzell se acercaron. Para 1405 el abad había encontrado otro aliado y estaba listo para retomar su tierra. Federico IV de Austria, proporcionó al abad dos ejércitos austriacos para atacar Appenzell.
El 17 de junio de 1405, el ejército principal marchó al paso de Stoss en la frontera de Appenzell y allí se encontró con el ejército de Appenzell. Tras una brutal batalla, el ejército austriaco se vio obligado a retirarse. La historia de que los austriacos se retiraron cuando vieron un segundo ejército de Appenzell, que en realidad eran las mujeres de Appenzell que habían venido a ayudar a sus maridos y hermanos, solo aparece en fuentes posteriores y no se considera exacta.
Tras la victoria de Appenzell en el paso de Stoss, formaron una alianza con la ciudad de San Galo, que se conocía como Bund ob dem See ("alianza sobre el mar", en referencia al cercano lago de Constanza). La creación del Bund sacudió la base del poder austriaco en la región del Lago de Constanza. En 1406 habían tomado más de 60 castillos y destruido 30. Durante la expansión, Appenzell incluso había capturado al abad de San Galo y en respuesta fueron excomulgados por el obispo de Constanza.
Sin embargo, mientras el Bund se expandía, los austriacos utilizaban la paz para recuperar su fuerza. El 11 de septiembre de 1406, una asociación de nobles formó una orden caballeresca conocida como Sankt Jörgenschild, Orden del Escudo de San Jorge,  para oponerse a los plebeyos rebeldes del Bund. La orden asedió la ciudad federal de Bregenz en 1407. El 13 de enero de 1408, las tropas del Bund marcharon contra la Orden y las tropas austriacas fuera de la ciudad. El ataque fue un desastre para el Bund, cuando sus tropas fueron derrotadas y expulsadas de las murallas. Tras la derrota, Appenzell no pudo mantener unido al Bund. La ciudad de San Galo y el cantón de Schwyz pagaron a los austriacos para evitar un ataque, y el Bund fue disuelto por el  rey Roberto el 4 de abril de 1408.
Como parte del tratado de paz, el abad renunció a su propiedad de Appenzell, pero aun así poseía ciertos impuestos. Sin embargo, no fue hasta 1410 cuando la zona quedó en paz.
En 1411 Appenzell firmó un tratado defensivo con toda la Confederación Suiza (excepto Berna), que reforzó su posición contra el abad. Appenzell se unió a la Confederación como "Miembro Asociado", y no se convertiría en miembro de pleno derecho hasta 1513. En los años siguientes, Appenzell se negó a pagar los impuestos que debían al abad. En 1421 la Confederación apoyó al abad contra Appenzell en el asunto de estos impuestos, y se declaró una prohibición imperial para tratar de obligarles a pagar. Cuando esto no tuvo éxito, en 1426 se les puso bajo interdicto y se envió un ejército a Appenzell para obligarles a pagar. Federico VII, conde de Toggenburg, apoyado por la Orden del Escudo de San Jorge marchó a Appenzell. El 2 de diciembre de 1428 se encontraron y derrotaron al ejército de Appenzell detrás de una pesada fortificación, conocida como Letzi, en el campo entre  Gossau y Herisau. Después de la batalla, en 1429 Appenzell fue obligado a devolver los impuestos debidos pero se le concedió la libertad de las obligaciones en el futuro. Este tratado representó el fin del último vínculo financiero de Appenzell con la Abadía de San Galo, y un movimiento para estrechar las relaciones con la Confederación.